# Mohamed Kaboré
Mohamed Kaboré   (Ouagadougou, 31 de desembre de 1980) és un exfutbolista de Burkina Faso de la dècada de 2000.
Fou internacional amb la selecció de futbol de Burkina Faso. Pel que fa a clubs, destacà a Etoile Filante Ouagadougou i ASFA Yennega.